# Belwederczycy
Belwederczycy – grupa spiskowców, członków Sprzysiężenia Wysockiego, która 29 listopada 1830 zaatakowała Belweder, rozpoczynając powstanie listopadowe.
Pomysł zamachu na wielkiego księcia Konstantego pojawił się w planach spiskowców na długo przed wybuchem powstania listopadowego, już na początku działalności Sprzysiężenia Podchorążych. Wielki książę prowadził stabilny i zaplanowany tryb życia, jego wysokie oczekiwania wobec oficerów polskich, wprowadzenie żelaznej dyscypliny i bezwzględne zwalczanie organizacji spiskowych i oznak niezadowolenia sprawiły, że był postacią niepopularną w Królestwie Kongresowym.
W skład oddziału belwederczyków według planów miało wchodzić od 30 do 50 osób, ostatecznie w akcji pod Belwederem wzięło udział osiemnastu. Oddział zemsty narodowej był podzielony na grupę frontową i ogrodową, w skład których wchodzili:
- Ludwik Nabielak
- Seweryn Goszczyński
- Ludwik Orpiszewski
- Nikodem Rupniewski
- Roch Rupniewski
- Ludwik Jankowski
- Walenty Nasierowski
- Konstanty Trzaskowski
- Wiktor Tylski
- Zenon Niemojowski
- Leonard Rettel
- Edward Trzciński
- Walenty Krosnowski
- Aleksander Świętosławski
- Edward Rottermund
- Antoni Kosiński
- Karol Kobylański
- Karol Paszkiewicz
- Stanisław Poniński

Zdecydowana większość z nich była absolwentami uniwersytetów lub studentami, kilku pozostałych było wojskowymi, głównie podchorążymi i oficerami w stopniu porucznika. Pierwotny plan przewidywał porwanie w. ks. Konstantego, ale na skutek mniejszej liczby spiskowców Nabielak zdecydował o próbie zamachu. Słaba znajomość pomieszczeń Belwederu sprawiła, że plan zamachu na Konstantego nie powiódł się. W czasie ataku zginęły 2-4 osoby, a kolejne 5 odniosło rany.
W czasie powstania listopadowego wielu belwederczyków dołączyło do oddziałów ochotniczych. Odznaczyli się w boju, mianowani na stopnie oficerskie, m.in. Seweryn Goszczyński i Leonard Rettel (kapitanowie), Walenty Nasierowski (porucznik). Po powstaniu listopadowym wielu belwederczyków opuściło kraj i działało na Wielkiej Emigracji.